# Юсин Георгий Семенович
Юсин Георгий Семенович (29 июня 1950, Москва — 16 апреля 2022, Москва) — советский и российский архитектор, академик Российской академии архитектуры и строительных наук (РААСН), кандидат архитектуры, Почетный строитель Москвы и России, член Союза архитекторов России, Заслуженный работник Москомархитектуры, четырежды лауреат премии им. А. Э. Гутнова, признанный авторитет в области стратегического планирования развития национальных и региональных систем расселения, методологии разработки и реализации генеральных планов городов-мегаполисов, правового и нормативно-технического регулирования градостроительной деятельности.

## Биография
Юсин Георгий Семенович родился 29 июня 1950 г. в городе Москве в семье архитекторов, что предопределило выбор профессии. Окончив школу с углубленным изучением английского языка, поступил в Московский архитектурный институт (МАРХИ), который окончил с отличием в 1973 году, а затем в аспирантуру ЦНИИП градостроительства Госгражданстроя (1977 г.), защитив в 1978 диссертацию на соискание научной степени кандидата архитектуры на тему «Закономерности структурно-планировочной организации региональных систем населенных мест».
С 1994 года — советник РААСН, с 2007 г. — член-корреспондент РААСН, с 2021 — академик РААСН.
Работал в ЦНИИП градостроительства Госгражданстроя в должностях младший научный сотрудник, старший научный сотрудник, заведующий сектором — 1973—1987 гг.; в ГУП «НИиПИ Генплана Москвы» в должностях заместитель директора по научной работе, директор Центра нормативной базы градостроительства — 1987—2016 гг.; в Совете по размещению производительных сил (СОПС ВАВТ) в должности старший научный сотрудник — 2016—2017 гг. Был советником Президента РААСН.
Основные направления профессиональной деятельности -градостроительное проектирование и нормативное правовое, нормативное техническое и научно-методическое обеспечение градостроительного проектирования.
Важнейшие работы, выполненные в составе основных авторов, в качестве руководителя, научного руководителя — Генеральная схема расселения на территории СССР, схемы расселения на территориях экономических районов РСФСР (1975—1986 гг.); Основные направления градостроительного развития Москвы и Московской области, Генеральный план города Москвы, схемы градостроительного зонирования территории города Москвы, «пакет» законов города Москвы о градостроительной деятельности, в том числе Закон города Москвы «Градостроительный кодекс города Москвы», «пакет» нормативных тематических (нормы и правила) и методических документов города Москвы в области градостроительного проектирования (1988—2016 гг.); Градостроительная доктрина Российской Федерации, Доктрина пространственного развития системы расселения Российской Федерации, Концепция Стратегии пространственного развития Российской Федерации, цикл работ по исследованию и прогнозированию развития урбанизированных регионов на территории Российской Федерации (2011—2020 гг.).
Являлся членом Президиума РААСН, председателем Ученого совета и членом Бюро Отделения градостроительства РААСН.
С 2004 г. — ученый секретарь Совета главных архитекторов субъектов Российской Федерации и муниципальных образований.
С 2021 г. — академик РААСН.

## Основные направления профессиональной деятельности
Важнейшие работы (член основного авторского коллектива, один из руководителей работы, научный руководитель) — Генеральная схема расселения на территории СССР (1973—1986), схемы расселения на территориях экономических районов РСФСР (Северо-Западный, Центральный и Волго-Вятский экономический районы; Основные положения региональной схемы расселения Дальнего Востока" (1975—1987 гг.); Основные направления градостроительного развития Москвы и Московской области, Генеральный план города Москвы, схемы градостроительного зонирования территории города Москвы, Градостроительный кодекс города Москвы, нормативы и правила градостроительного проектирования в городе Москве (1988—2016 гг.); Градостроительная доктрина Российской Федерации, Доктрина пространственного развития системы расселения Российской Федерации, Концепция Стратегии пространственного развития Российской Федерации, цикл работ по исследованию и прогнозированию развития урбанизированных регионов на территории Российской Федерации (2011—2020 гг.).
Профессиональная деятельность Юсина Г. С. велась по четырём основным направлениям.
Первое направление — пространственная организация и развитие систем расселения. В 1970—1980 годах Г. С. Юсин — член авторского коллектива, один из руководителей проектных и научно-методических работ ЦНИИП градостроительства по разработке Генеральной схемы расселения на территории СССР, схем расселения в союзных республиках СССР и в экономических районах РСФСР. В 2011—2016 годах Г. С. Юсин выполнил цикл предпроектных и научно-методических работ по проблемам расселения на территории России, принял авторское участие в работах Минэкономразвития России по подготовке Концепции и научно-методических материалов Стратегии пространственного развития Российской Федерации. Особый интерес представляет его последняя научно-исследовательская работа по теме «Теоретическое и методическое обеспечение разработки альтернативных сценариев пространственного развития урбанизированных регионов России (на примере урбанизированных регионов Центрального Федерального округа)».
Второе направление — территориальное планирование Московского столичного региона и города Москвы. В период работы в Институте Генплана Москвы (1987—2016 гг.) Г. С. Юсин — автор, один из руководителей разработки Основных направлений градостроительного развития Москвы и Московской области, Генерального плана города Москвы, работ по научно-методическому обеспечению разработки, актуализации и реализации Генерального плана города Москвы.
Третье направление — законодательное и нормативно-техническое регулирование градостроительной деятельности. В период работы в Институте Генплана Москвы Г. С. Юсин — автор и научный руководитель разработки законов города Москвы о градостроительной деятельности, в том числе Градостроительного кодекса города Москвы и законов города Москвы о Генеральном плане города Москвы, автор и научный руководитель разработки системы нормативно-технических и инструктивно-методических документов города Москвы в области градостроительного проектирования.
Четвёртое направление — разработка научных основ государственной градостроительной политики Российской Федерации, в том числе разработка в составе авторской группы РААСН проекта Градостроительной доктрины Российской Федерации.
В период с 2017 по 2022 год в рамках плана фундаментальных научных исследований Минстроя России и РААСН выполнял цикл работ по прогнозированию пространственного развития системы расселения на территории Российской Федерации и по реформированию правовых институтов территориального планирования, градостроительного зонирования и планировки территории. В 2019 г Г. С. Юсин являлся	членом авторской рабочей группы по подготовке раздела «Территориальное планирование, градостроительное зонирование, планировка территории» Стратегии развития строительной отрасли Российской Федерации. Результаты работ Г.С.	Юсина были неоднократно представлены в докладах и итоговых документах Общих собраний РААСН, в публикациях авторитетных профессиональных изданий, в докладах на общероссийских и международных научно-практических мероприятиях.
Профессиональная деятельность Г. С. Юсина была высоко оценена присвоением ему званий Почетный строитель России, Заслуженный работник Москомархитектуры, медалью «В честь 850-летия Москвы», знаком отличия «За безупречную службу городу Москве — XX лет», грамотами и дипломами Министерства регионального развития РФ, Правительства Москвы, Мэра Москвы, грамотами Союза архитекторов России.
Георгий Семенович Юсин является автором более девяноста научных, проектных и нормативно-технических работ.